# آلینا ماکارنکو
آلینا ماکارنکو (به انگلیسی: Alina Makarenko) ژیمناست زادهٔ ۱۴ ژانویهٔ ۱۹۹۵ میلادی اهل کشور روسیه است.